# Хитрово, Михаил Григорьевич
Михаил Григорьевич Хитрово — русский военный и государственный деятель, стряпчий, стольник и воевода.

## Биография
В 1649 году Михаил Григорьевич Хитрово носил звание стряпчего. В 1654-1656 годах М. Г. Хитрово участвовал в русско-польской войне (1654—1667 гг.). Служил в отряде боярина Петра Васильевича Шереметева, был ранен в бою под Карачевым.
В январе 1662 года рыльский воевода Михаил Григорьевич Хитрово руководил обороной во время двухнедельной осады крепости крымскими татарами. Отбил несколько вражеских приступов и вынудил крымцев отступить. В 1677 году Михаил Григорьевич Хитрово был назначен воеводой в Каргополе. До 1696 года имя стольника М. Г. Хитрово встречалось в боярских книгах.